# Peter Simons (réalisateur)
Pour les articles homonymes, voir Peter Simons et Simons.
Peter Simons est un réalisateur, monteur, producteur et scénariste belge né le 20 juillet 1946 à Anvers (Belgique), mort le 30 août 2005 à Grimbergen (Belgique).

## Filmographie

### Comme réalisateur
- 1968 : Eendagskindje
- 1969 : Libanon
- 1969 : Costa de la Luz
- 1970 : Sait-Josse, ma commune
- 1970 : Zeven miljoen molekulen (TV)
- 1971 : 30 zit- en 79 staanplaatsen
- 1971 : Ik droomde (misschien) (TV)
- 1974 : Metaconta
- 1974 : Dat Ernest met Bertha vrijdt... (TV)
- 1975 : Caligula (TV)
- 1976 : Interne distributie
- 1976 : De Torenkraan (TV)
- 1976 : Niet alle dieven komen ongelegen (TV)
- 1976 : Vrouwen met listen en mannen in kisten (TV)
- 1976 : Als schilders konden spreken (TV)
- 1977 : In perfecte staat (TV)
- 1977 : Ik zag Cecilia komen (TV)
- 1978 : De Brusselse straatzanger (TV)
- 1978 : Het was de leeuwerik (TV)
- 1978 : Wandelen op water (TV)
- 1978 : Made in Vlaanderen: De kerselaar (TV)
- 1978 : De Kerselaar (TV)
- 1979 : Sleur (TV)
- 1979 : Onweersvogel, De (TV)
- 1979 : Zomer te Zilverberg (TV)
- 1979 : De Zuiverste nacht (TV)
- 1980 : Mijn mooie bioscoop (TV)
- 1980 : Esmoreit (TV)
- 1980 : Tango (TV)
- 1980 : Mijn vriend de moordenaar (TV)
- 1980 : De Eerste sleutel (TV)
- 1981 : Het einde van de reis
- 1981 : Stilte, De (TV)
- 1982 : La Musica (TV)
- 1982 : Gele roos, De (TV)
- 1982 : Ekster (TV)
- 1982 : Het Koperen schip (TV)
- 1983 : Transport (série télévisée)
- 1984 : Het Leven een bries (TV)
- 1984 : De Surprise (TV)
- 1985 : Starkadd (TV)
- 1986 : Adriaen Brouwer (feuilleton TV)
- 1988 : Langs de kade (série télévisée)
- 1989 : Gejaagd door het weekend (TV)
- 1992 : De Gouden jaren (série télévisée)
- 1993 : Bex & Blanche (série télévisée)
- 1994 : Niet voor publikatie (série télévisée)
- 1997 : Dokters (série télévisée)
- 1999 : Engeltjes (série télévisée)
- 2001 : Alexander (série télévisée)
- 2004 : Aspe (série télévisée)

### Comme monteur
- 1968 : De Tijdloze ontmoeting (série télévisée)
- 1969 : Gent
- 1969 : Erasmus, civis totius mundi (TV)
- 1970 : Evenepoel, schilder der tederheid
- 1972 : Rolande met de bles
- 1972 : Jonny en Jessy
- 1973 : Le Conscrit (De loteling)

### Comme producteur
- 2001 : Stille waters (série télévisée)

### Comme scénariste
- 1980 : Tango (TV)